# Daniel Arismendi
Pour les articles homonymes, voir Arismendi.
Daniel Enrique Arismendi Marchán (né le 4 juillet 1982 à Cumaná au Venezuela) est un footballeur vénézuélien. Il joue attaquant au Deportivo Anzoátegui et en équipe du Venezuela. Il est sélectionné dans l'équipe vénézuélienne qui dispute la Copa América 2007 du 26 juin au 15 juillet 2007 au Venezuela.

## Statistiques

### En sélection nationale
| Saison                | Sélection             | Phases finales        | Phases finales | Phases finales | Phases finales | Éliminatoires CDM | Éliminatoires CDM | Éliminatoires CDM | Matchs amicaux | Matchs amicaux | Matchs amicaux | Total | Total | Total |
| Saison                | Sélection             | Compétition           | M              | B              | Pd             | M                 | B                 | Pd                | M              | B              | Pd             | M     | B     | Pd    |
| --------------------- | --------------------- | --------------------- | -------------- | -------------- | -------------- | ----------------- | ----------------- | ----------------- | -------------- | -------------- | -------------- | ----- | ----- | ----- |
| 2005-2006             | Venezuela             | Copa América 2007     | -              | -              | -              | -                 | -                 | -                 | 1              | 0              | 0              | 1     | 0     | 0     |
| 2006-2007             | Venezuela             | -                     | 2              | 1              | 0              | -                 | -                 | -                 | 7              | 4              | 0              | 9     | 5     | 0     |
| 2007-2008             | Venezuela             | -                     | -              | -              | -              | 3                 | 2                 | 0                 | 9              | 2              | 1              | 12    | 4     | 1     |
| 2008-2009             | Venezuela             | -                     | -              | -              | -              | 1                 | 0                 | 0                 | 1              | 0              | 0              | 2     | 0     | 0     |
| 2010-2011             | Venezuela             | Copa América 2011 4e  | 1              | 0              | 0              | -                 | -                 | -                 | 5              | 1              | 0              | 6     | 1     | 0     |
| Total sur la carrière | Total sur la carrière | Total sur la carrière | 3              | 1              | 0              | 4                 | 2                 | 0                 | 23             | 7              | 1              | 30    | 10    | 1     |